# Csonkapapi
Csonkapapi (ukránul: Попово /Popovo/) város jellegű falu Ukrajnában, a Beregszászi járásban. A több mint 750 éves település lakossága szinte teljesen magyar, főleg református felekezetű.

## Fekvése
Kárpátalja délnyugati részében, Magyarország határa mentén terül el, Beregszásztól 25 kilométerre. A település határai: északról Beregsom, keletről Mezőkaszony, délről az ukrán–magyar határ, délnyugatról Kispapi, nyugatról Hetyen. A község környéke sík jellegű, amit csak a közeli kaszonyi dombok zavarnak meg. A községet átszelő Micz-patak hosszan tartó aszályos nyárakon kiszárad.

## Nevének eredete
Nevét az oklevelek először 1261-ben említették Pop néven. A Papi helynév tulajdonképpeni értelme „papé, pap birtoka, papi birtok”. Ez valószínűleg Haraszti Erasmus katolikus papra utal, mivel a község egy ideig az ő birtoka volt. Mondák szólnak egy befejezetlen, csonka templomról, ami után talán a nevét kapta volna, de neve régebbi eredetű. Ugyanis azt tartja a szájhagyomány, hogy eredetileg két település volt, Csonkás és Papi. Csonkás szinte teljesen elnéptelenedett az 1241-1242-es tatárjárás következtében. Lakossága Papiba menekült, mivel az fallal megerősített település volt. A Csonkás nevű település lakosai az új lakhelyüket Csonkás-Papinak nevezték el, hogy megkülönböztessék Márokpapitól. Később az „s”-t elhagyták, aminek következtében kialakult jelenlegi neve: Csonkapapi.

## Története
Csonkapapi Árpád-kori település, a 14. század eleji krónikák már virágzó községként említik, mely a reformáció koráig sűrűn cserélt gazdát. 1318-ból származó feljegyzésből kitűnik, hogy Károly Róbert magyar király visszaadta Aba Somosi Jánosnak a tőle elkobzott birtokot. A település egy darabig Haraszti Erasmus katolikus pap birtoka volt, majd a 14. században a Kerecsényi családé lett. Az 1567-i adóösszeírási lajstrom szerint a falu több házát német katonák pusztították el. A falu gyülekezete már 1646-tól reformált hitet valló önálló anyaegyházat alkotott és alkot. A gyülekezet 1659 óta önálló tanítói állással iskolát működtetett. 1661-ben itt püspöki gyűlést is tartottak. A források alapján a község rendelkezett saját malommal, aminek mára már nyoma sincs. A 17. században a település alig néhány jobbágyházból állt, a házak szalmával, zsindellyel, náddal, voltak fedve. Anyakönyve Rápolti András lelkészsége idejétől, 1769-től kezdődik. A gyülekezet először fatemplomban dicsérhette az Istent. A gyülekezet nagyobb és kisebb harangjait 1773-ban és 1799-ben öntötték. A mostani kőtemplomot 1795-ben kezdték építeni. A templom 312 ülőhelyes. Nagyon sokba került az építkezés, ezért elhatározták, hogy székváltású fizetéssel teremtik elő a nagy horderejű munkához az összeget. Önkéntes segítőként a Lónyay család adományozta a szükséges faanyagokat.
A 18. század végén Vályi András így ír róla: „PAPI. Csonka Papi, Mező Papi. Két magyar falu Bereg Vármegyében, Csonka Papinak földes Ura Gróf Haller, és más Uraságok, fekszik Mező Kászonyhoz közel, mellynek filiája; Mező Papinak pedig földes Urai Besenyei, és más Urak; lakosai katolikusok, és többen reformátusok, határbéli földgyeik jó termékenységűek, réttyeik hasznos szénát hoznak, legelőjök jó, mind a’ kétféle fájok van, a’ Kászonyi szőlőktől nem meszsze vannak, piatzozások Beregszászon 1 1/2 órányira; de mivel határjokat néha a’ víz járja, második osztálybéliek.”
Fényes Elek 1851-ben kiadott geográfiai szótárában így ír a faluról: „Papi (Csonka), magyar falu, Beregh vmegyében, Kászonyhoz 1 órányira; 12 r. kath., 8 g. kath., 615 ref. lak. Ref. anya sz. egyház. Termékeny gazdag határ; fa, széna elég. F. u. Lónyay, Bárczy családok. Ut. p. Beregszász.”
1907-ben a templom renoválása alkalmával a fazsindelyből lévő torony- és hajótetőt bádogtetőre cserélték. A templom nagyobbik harangját az I. világháborúban a hadiipar céljaira használták fel. A községnek 80 polgára vett részt az I. világháborúban, közülük 12-en hősi halált haltak. A templom szomszédságában, az impozáns parókia 1920-ban épült. A trianoni békéig Bereg vármegye Mezőkaszonyi járásához tartozott. Ekkor a mesterségesen létrehozott Csehszlovákiához csatolták. 1938–44 között visszakerült Magyarországhoz. A II. világháború frontjain húszan estek el. 1944 őszén a községből 120 férfit hurcoltak el a sztálinisták, közülük 47-en odahaltak.
1945-ben Szovjetunióhoz csatolták a falut. A gyülekezeti iskola a második világháborút követően szűnt meg. A kommunista hatalom idején főként a kolhoz irodai részlege működött a hajdani parókiában. A templomon egyéb renoválásai: 1959-ben, 1962-ben, 1977-ben és 2004-ben. Általános iskoláját 1972-ben adta át a Lenin útja kolhoz.
A település 1991 óta Ukrajnához tartozik. A faluközösség 1991 novemberében emlékművet állított az elhurcoltak emlékére. Az I. világháborúban elkobzott nagyharang helyett a gyülekezeti tagok adományából 1992-ben öntött az egyházközség új harangot. Az egyházi tulajdonban lévő ingatlanok helyrehozása folyamatban van. A református gyülekezet létszáma 2006-ban 841 fő volt. A község jelenlegi lelkipásztora Szeghljánik Péter. 2020-ig közigazgatásilag a szomszédos Hetyen és Kispapi is hozzá tartozott.
A Csonkapapi Református Egyházközség története
1261-ből származik az első említés arról, hogy Csonkapapi területén lakott település található Pop néven. Illyés István egykori lelkész gyülekezettörténeti beszámolójából kiderül, hogy az itt élők a reformáció elindulásának évszázadában, már az 1550-es években találkoztak a református hittel. Kezdetben a szomszédos Mezőkaszony filiája volt. A református gyülekezet létéről feljegyzik, hogy 1646-ban az itteni hívek reformált hitet valló önálló anyaegyházat alkotnak. Kezdetben a szomszédos hetyeni gyülekezet leánygyülekezetének számított. Azt is megemlítik ebből az időből, hogy 1661-ben püspöki gyűlésnek a színhelye volt. Első anyakönyvének vezetését 1769-ben kezdik el Rapoty András lelkipásztori szolgálata idején, amely az első világháború elején már nem volt meg. Iratanyagának többsége megsemmisült, mára csak két körleveles jegyzőkönyv van az egyházközség birtokában (1825-1838, 1855-1860).
A településen 1659-ben iskolatanítót alkalmaznak, az iskola telkét Bakós Andrástól és Miklóstól vásárolták meg. 1912. február 11-én tartott gyűlés elfogadta egy két tanteremből álló iskolaépület tervezetét. Az egyházmegyei építési bizottság az év augusztus 14-én jóváhagyta a terveket. 1914 tavaszára értek oda a munkálatokkal, hogy elkezdték volna az építkezést. Természetesen a háború miatt a terv mind a mai napig csak terv maradt, amelyet a gyülekezet levéltára már több mint egy évszázada őriz. A gyülekezeti iskola a második világháború után szűnt meg, amely ma óvodaként funkcionál.
Az egyházközség templomának helyén először fatemplom állt, annak lebontásakor egy iratot találnak, amelyben azt írták, hogy építésekor „Cégény Pál volt az Egyház Papja” (1625-[?]). Jelenlegi kőtemplomát 1795-ben kezdték építeni. Ez jelentős terhet jelentett a gyülekezet számára, ezért úgy határoztak – mint ahogy a környéken több gyülekezetben is elterjedt volt a gyakorlat –, székváltású fizetéssel teremtik elő a szükséges összeget. 1800. június 7-re készült el a 312 férőhelyes templom, melyet ez év július 29-én Kömley Zsigmond vári lelkész-esperes és Balogh János csarodai hitszónok szentelt fel. A templomépítésből a Lónyai család is kivette a részét, faanyagot ajánlottak fel a munkálatokhoz. 1907-ben renováláskor bádogtetőre cserélték az addig fazsindelyből lévő hajót és toronytetőt (azóta több felújítás történt: 1959, 1962, 1977, 2004, 2013). A templomból hiányozhatatlan harangokat 1773-ban és 1799-ben öntették. Sajnos a nagyobbat az első világháború idején a hadiipar számára felhasználták. A rendszerváltást követően a gyülekezeti tagok adományaiból helyette 1992-ben újat vásároltak. Ezt 1989-ben öntötték Voronyezsben, rajta cirill felirat található.
A parókia épülete 1923-ban épült 60 000 koronás költséggel, amelyet teljes egészében a hívek közadakozásából álltak. Sajnos a kommunizmus ideje alatt kolhozirodaként használták. Legutóbbi nagy felújítása 2009-ben fejeződött be.

## Népessége
Az 1848. június 27-én tartott összeírás alapján a településen 603 református élt.
Az 1938-as népszámlálás alapján a községnek 1318 lakosa volt, amelyből 1054 vallotta magáénak a helvét hitet. A település és a gyülekezet létszáma azóta lassan csökkenő tendenciát mutat.

## Nevezetességek
- Református templomát 1795 és 1800 között építették.
- A csehszlovák korszakban a községben határ menti erődítményt létesítettek finánc- és csendőrlaktanyával.

## Híres emberek
- Nagy Zoltán Mihály író
- A község iskolájában tanított Kecskés Béla költő és pedagógus
- Itt született 1936. július 17-én Újfalusy Tóth Endre író, költő
- Itt született 1943-ban Veres Péter festőművész

## Testvértelepülései
Csonkapapi testvértelepülései a következők:
|              | Ország       | Város | Vármegye / Körzet / Régió / Állam |
| ------------ | ------------ | ----- | --------------------------------- |
| Magyarország | Magyarország | Decs  | Tolna                             |